# Þórufoss
Þórufoss è una cascata alta 12 metri, situata nella regione del Höfuðborgarsvæðið, l'area metropolitana della capitale Reykjavík, nella parte sud-occidentale dell'Islanda.

## Descrizione

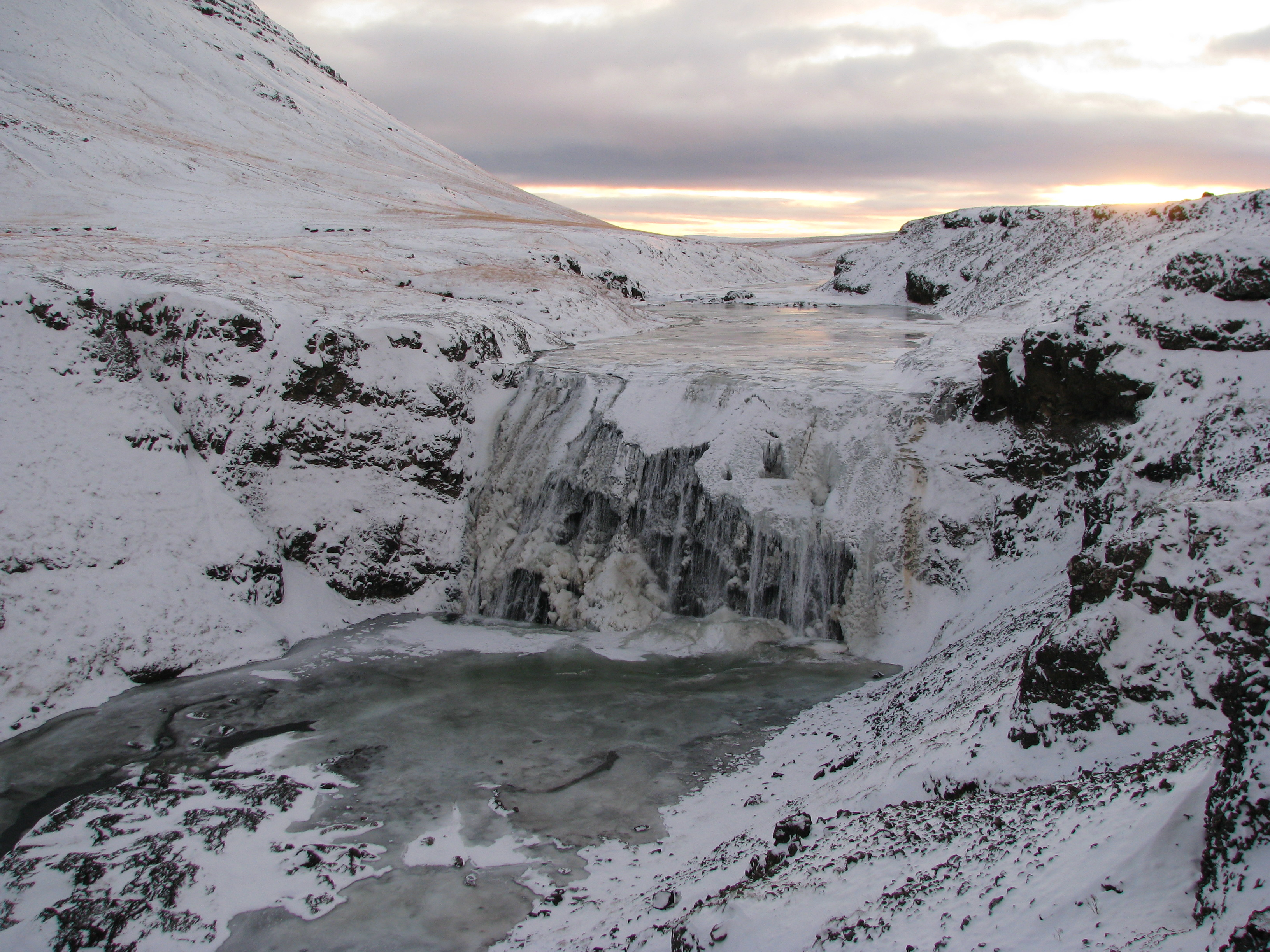
La cascata Þórufoss in inverno

La cascata, alta 12 metri, è situata sul fiume Laxá í Kjós, effluente del lago Stíflisdalsvatn, che si trova a 1,5 km a nord-ovest. Il fiume prosegue poi il suo corso per andare a sfociare in mare nel fiordo Hvalfjörður. 
L'Islanda ha anche altri fiumi chiamati Laxá, che significa fiume del salmone. La denominazione del Laxá í Kjós indica che questo corso d'acqua si trova nel comune di Kjós.

## Accesso
La cascata è facilmente accessibile attraverso un sentiero di circa 100 metri che si stacca dalla strada 48 Kjósaskarðvegur, che collega il fiordo Hvalfjörður con Þingvellir.
Più a valle il fiume forma anche la cascata Pokafoss.